# Algarve (zespół metropolitalny)
Wielki Zespół Metropolitalny Algarve (port. Grande Área Metropolitana do Algarve) – pomocnicza jednostka administracji samorządowej. W skład zespołu wchodzi 16 gmin (posortowane według liczby mieszkańców): Loulé, Faro, Portimão, Olhão, Silves, Albufeira, Lagos, Tavira, Lagoa, Vila Real de Santo António, São Brás de Alportel, Monchique, Castro Marim, Aljezur, Vila do Bispo oraz Alcoutim. Stolicą zespołu jest Faro. W roku 2001 populacja zespołu wynosiła 391 819 mieszkańców.